# POIS
У мужчин, POIS (англ. postorgasmic illness syndrome) — синдром посторгазмического недомогания или синдром посторгазмической болезненности — редкое заболевание, которое сразу же после эякуляции вызывает недомогание, состоящее из когнитивных, психологических и/или физиологических симптомов. Симптомы длятся до недели. Некоторые врачи полагают, что частота POIS «в населении может быть больше, чем сообщалось в научной литературе», и что многие страдающие POIS не выявлены. POIS характеризуется быстрым наступлением после эякуляции, отсутствием местной генитальной реакции, а также наличием подавляющей системной реакции.

## Симптомы
Встречаются следующие симптомы:
- Когнитивные симптомы
  - когнитивные нарушения
    - затруднённость запоминания, концентрации внимания, нарушение речи
    - «туман в голове», «состояние зомби»

  - плохое настроение, раздражительность,
  - апатия, астения
- Физические симптомы
  - похожие на симптомы гриппа или аллергии
  - головная боль; ощущение «сдавливания» мозга, но без восприятия его как непосредственно боли
  - упадок/подрыв сил
  - снижение зрения
  - миалгия
  - проблемы с ЖКТ

Обычно симтомы начинают проявляться в течение 30 минут после эякуляции; они могут длиться в течение нескольких дней, иногда до недели.
У некоторых мужчин POIS начинает проявляться в период полового созревания; у других — позднее. Вариант POIS, который впервые проявился из-за первых эякуляций в юности, называется первичным типом; впервые проявившийся позже называется вторичным типом.
Многие страдающие от POIS сообщают о том, что в течение всей жизни испытывают преждевременную эякуляцию, со временем задержки эякуляции (IELT) менее минуты.

## Некоторые предположения о причинах и попытки лечения
Точная причина POIS неизвестна. Некоторые врачи предполагают, что он вызван аутоиммунной реакцией. Другие подозревают, что причина в гормональном дисбалансе. Также возможны и другие причины, но ни одна из них не может полностью объяснить заболевание.
| Предполагаемая причина | Попытки лечения |
| --- | --- |
| Аллергия на собственную сперму или другие компоненты семенной жидкости, аутоиммунные заболевания. Одно из исследований, однако, утверждает, что аллергическая реакция с использованием IgE не может быть причиной. | десенсибилизация |
| Дефицит тестостерона или прогестерона, низкий уровень кортизола, низкий уровень тестостерона, повышенный уровень пролактина, гипотиреоз или низкий уровень дегидроэпиандростерона. Другой причиной может быть дефект синтеза прекурсоров нейростероидов. В этом случае, одно и то же лечение может быть неэффективно для различных заболевших. У различных заболевших может наблюдаться недостаток различных прекурсоров, что ведёт к недостатку того же нейростероида и похожим симптомам. | |
| Нарушение баланса холестерина (резкое снижение на 1-2 дня плохого или хорошего холестерина) в результате усиленной его переработки в тестостерон в силу «генетических» особенностей работы эндокринных желез. В итоге, уровня холестерина в крови на какое-то время не хватает для нормальной работы других органов, прежде всего для построения миелиновых оболочек нейронов. | 1. Комплекс действий, направленный на улучшение обмена веществ (полный отказ от курения, нормализация массы тела, отказ от сидячего образа жизни). 2. Проведение обследования печени (Около 80 % холестерина вырабатывается самим организмом). Лечение заболеваний печени, приём гепатопротекторов. 3. Контроль за уровнем холестерина в крови — низкий уровень холестерина также вреден для организма, как и повышенный. |
| Вегетососудистая дистония | |
| Клиника поражения блуждающего нерва | |
| Сирингомиелия, другие последствия перенесённого арахноидита | |
| Нарушение работы тимуса (вилочковой железы). При POIS идёт повышенное выделение тестостерона. А тестостерон является сильным антагонистом гормонов тимуса, таких как Тимозин и Тимулин. В результате на 2-3 дня образуется небольшая «разбалансировка» общего иммунитета. | Консультация иммунолога. Корректировка иммунитета, связанного с тимусом. Существуют медикаментозные варианты активизации вилочковой железы. Их рекомендовать должен только врач на основе предварительной диагностики. |
| Имеются исследования, что POIS, возможно, является неким состоянием легкой абстиненции (синдром отмены, «ломка») при: а) отмене некоторых видов лекарств; б) некоторых видах гиперсексуальных расстройств (гиперсексуальности). Возможно, в результате того, что данные пациенты способны испытывать намного более длительный и намного более яркий оргазм, чем среднестатистический человек.                                                                                               | Консультация психолога, психиатра, сексопатолога. Также считается, что состояние POIS, в этом случае, хоть и достаточно неприятно для пациента, но при этом не несёт особого вреда для организма. Для коррекции состояния применяются ноотропы, легкие транквилизаторы в малых дозах и никотиновая кислота. В 50 % случаев вполне достаточно приема никотиновой кислоты (никотинамида).                                   |
| Кандидоз | |

### Диагностика
Общепризнанного набора критериев нет. Одна из групп учёных предварительно сформулировала пять критериев для диагностики POIS:
1. Один из следующих симптомов: ощущения как при гриппе; сильное головокружение или истощение; слабость в мышцах; ощущения лихорадки или потоотделения; нарушения настроения или раздражённость; трудности с концентрацией; неразборчивая речь; насморк; зуд в глазах.
2. Все симптомы наступают немедленно (в течение секунд), быстро (в течение минут) или в течение нескольких часов после эякуляции (во время коитуса или мастурбации) или спонтанно (например, во время сна).
3. Симптомы имеют место всегда или почти всегда, то есть в более чем 90 % событий эякуляции.
4. Большинство из симптомов длятся около 2-7 дней.
5. Симптомы спонтанно пропадают.[10]

При диагностике симптомы могут ошибочно приписываться не POIS, а ипохондрии или соматоформным расстройствам.

### Другие попытки лечения
Приём никотиновой кислоты или никотинамида в определённом количестве и при определённых условиях может по неизвестной причине уменьшать симптомы, однако вреден для печени.
Также приём антигистаминного препарата фенкарол (хифенадин) 50 мг за 1-2 часа до эякуляции полностью предотвращает симптомы POIS.
Также возможно, что POIS является проявлением разных заболеваний. На это указывает немного разная симптоматика:
1. У одних пациентов POIS проявляется уже после возбуждения, у других только после наступления оргазма.
2. У одних POIS появился с самого начала ведения половой жизни, у других только через 20 лет. POIS, который проявляется с первых эякуляций в подростковом возрасте, называется первичным типом; POIS, который начинается позже в жизни, называется вторичным типом.
3. У одних пациентов POIS возник «мгновенно» (в течение суток), у других же симптомы развивались постепенно и медленно (от полугода до года).